# 木下武男
木下 武男（きのした たけお、1944年 - ）は、日本の社会学者。昭和女子大学名誉教授。専門は、現代社会論・労働社会学。
1944年、福岡県に生まれる。東京理科大学工学部、法政大学社会学部卒業。1975年、法政大学大学院社会学専攻修士課程修了。法政大学などで非常勤講師をつとめ、1999年、鹿児島経済大学（現・鹿児島国際大学）福祉社会学部教授。2003年、昭和女子大学教授。2020年、同大学特任教授。

## 著書

### 単著
- 『日本人の賃金』（平凡社、1999）
- 『格差社会にいどむユニオン-21世紀労働運動原論』（花伝社、2007）
- 『若者の逆襲 ワーキングプアからユニオンへ』（旬報社、2012）
- 『労働組合とは何か』（岩波新書、2021）

### 共著
- 『労働組合をつくりかえる-労働組合の選択』（労働旬報社、1988）
- 『労働運動に未来はある』（大月書店、1994）
- 『日本社会の再編成と矛盾』（大月書店、1997）
- 『日本社会の対抗と構想』（大月書店、1997）
- 『労働、社会保障政策の転換を-反貧困への提言』（岩波書店、2009）
- 『なぜ富と貧困は広がるのか-格差社会を変えるチカラをつけよう』（旬報社、2009）
- 『建設独占を揺がした139日-関西生コン闘争が切り拓く労働運動の新しい波』（変革のアソシエ、2011）

### 編著
- 『労働ビッグバンと女の仕事・賃金』（青木書店、1998）